# Francesco Di Lecce
Francesco Di Lecce es un deportista italiano que compitió en natación. Ganó dos medallas en el Campeonato Europeo de Natación en Piscina Corta de 2013, plata en 4 × 50 m estilos y bronce en 4 × 50 m estilos mixto.

## Palmarés internacional
| Campeonato Europeo en Piscina Corta | Campeonato Europeo en Piscina Corta | Campeonato Europeo en Piscina Corta | Campeonato Europeo en Piscina Corta |
| Año                                 | Lugar                               | Medalla                             | Prueba                              |
| ----------------------------------- | ----------------------------------- | ----------------------------------- | ----------------------------------- |
| 2013                                | Herning ( Dinamarca)                | Medalla de plata                    | 4 × 50 m estilos                    |
| 2013                                | Herning ( Dinamarca)                | Medalla de bronce                   | 4 × 50 m estilos mixto              |